# داني غرين (ملاكم)
داني غرين (بالإنجليزية: Danny Green)‏ مواليد 9 مارس 1973 في برث، أستراليا الغربية، هو ملاكم أسترالي. حقق بطولة رابطة الملاكمة العالمية وبطولة المجلس العالمي للملاكمة. شارك في دورة الألعاب الأولمبية الصيفية.

## إحصائيات
خاض خلال مسيرته 39 نزالا، فاز في 34 وخسر في 5. فاز بالضربة القاضية في 28 نزالا.

## وصلات خارجية
- داني غرين على موقع IMDb (الإنجليزية)
- داني غرين على موقع بوكس ريك (الإنجليزية) (registration required)
- داني غرين على موقع أوليمبيديا (الإنجليزية)

- الموقع الرسمي